# Arama (Iași)
Arama es una localidad rumana de la comuna de Coarnele Caprei, en el condado de Iași.

## Historia
Hacia comienzos del siglo XX la localidad, que ya por entonces pertenecía al condado de Iași, formaba parte de la comuna de Belcești y tenía contabilizada una población de 318 habitantes.
En la segunda mitad del siglo XX la localidad había pasado a formar parte de la comuna de Coarnele Caprei. En el censo de 2021 la localidad tenía una población de 579 habitantes.